# 버컨헤드

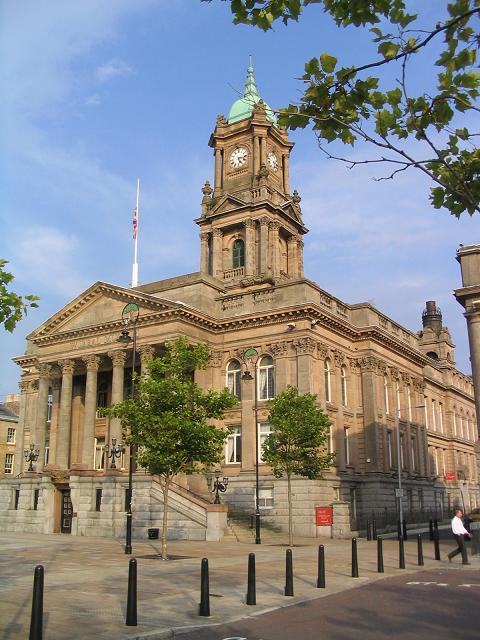
해밀턴 광장에 있는 구 버켄헤드 타운 홀과 위럴 박물관은 현재 의회 사무실, 위원회실, 등록 사무실이다.

버컨헤드(영어: Birkenhead)는 잉글랜드 머지사이드주의 도시로, 인구는 2011년 조사 기준 88,818명이다. 위럴반도에 있다.